# NGC 7430
NGC 7430 је спирална галаксија у сазвежђу Пегаз која се налази на NGC листи објеката дубоког неба.
Деклинација објекта је + 8° 47' 40" а ректасцензија 22h 57m 29,7s. Привидна величина (магнитуда) објекта NGC 7430 износи 14,5 а фотографска магнитуда 15,3. NGC 7430 је још познат и под ознакама MCG 1-58-17, CGCG 405-19, ARAK 571, PGC 70106.